# Ingolák
Az ingolák (Petromyzontida) a gerincesek altörzsének egyik ősi osztálya. A korábbi rendszertanokban a körszájúakhoz (Cyclostomata) sorolták őket. Egyetlen élő rend tartozik közéjük.
Átalakulással fejlődnek, sok közöttük az anadrom faj. Szemük nem csökevényesedett el, porcos kopoltyúkosaraik és fejlett hátúszójuk van. Orrüregük nincs kapcsolatban az előbéllel.
Parazita és nem parazita életmódú fajaik is vannak.
Az ingolák rosszul fosszilizálódnak, ezért kevés lelet ismert.

## Rendszerezés
- Jamoytius nem
- Endeiolepis nem
- Euphanerops nem
- Ingolaalakúak (Petromyzontiformes) rendje
  - Ingolafélék (Petromyzontidae) családja
    - Geotriinae alcsalád
      - Geotria nem

    - Mordaciinae alcsalád
      - Mordacia nem

    - Petromyzontinae alcsalád
      - Caspiomyzon nem
      - Eudontomyzon nem
      - Ichthyomyzon nem
      - Lampetra nem
      - Lethenteron nem
      - Petromyzon nem
      - Tetrapleurodon nem